# Johann Packendorff
Mats Johann Packendorff, född 1967 i Göteborg, är en svensk företagsekonom och professor, verksam vid Kungliga Tekniska Högskolan i Stockholm.
Packendorff är utbildad till civilekonom vid Handelshögskolan i Umeå (1992) och disputerade i företagsekonomi vid detta lärosäte 1998, på en avhandling om ekonomisk styrning och organisationsförändring i hälso- och sjukvården. Han var verksam vid Umeå Universitet fram till 2001 som universitetslektor och forskare i projektstyrning och organisationsfrågor.
2001 anställdes Packendorff som universitetslektor i Industriell ekonomi och organisation vid Kungliga Tekniska Högskolan med inriktning mot industriell projektledning. 2005 antogs han som docent och 2016 utnämndes han till professor inom samma ämne.
Packendorffs forskning utgår från studiet av projekt som arbets- och organisationsform, men har vidgats till att behandla organisations- och ledningsfrågor i vid mening. Han har bland annat studerat projekt som temporära organisationer , identitetsskapande hos organisationsbytande människor, arbetsvillkor i projektbaserade organisationer, entreprenöriella processer i skol- och kultursektorn, relationella och distribuerade perspektiv på ledarskap, projektifiering som samhällstrend och identitetsbas, prestationsbaserade styrmodeller i högskolevärlden, samt tillitsbaserad styrning och ledning i offentliga organisationer.
Packendorff har publicerat ett stort antal vetenskapliga verk och varit gästforskare vid universitet i Storbritannien, Frankrike och Kina. Han är sedan 2008 ledamot av Svenska Projektakademien. 2017 mottog han det internationella forskarpriset PMI Research Achievement Award